# Billy la Banlieue
Billy la Banlieue – komputerowa gra platformowa autorstwa Jean-Philippe'a Biscaya, wyprodukowana i wydana w 1986 roku przez francuskie przedsiębiorstwo Loriciels na platformę Amstrad CPC.

## Rozgrywka
W grze Billy la Banlieue gracz wciela się w rolę zbuntowanego młodzieńca, którego celem jest dotarcie do automatów z grami arcade. Na drodze Billy często napotyka postaci, które albo żądają od niego określonych przedmiotów, albo go atakują (wówczas należy użyć zebranej wcześniej broni). Istotną częścią Billy'ego jest obecność minigier, których zaliczenie jest wymagane do zwycięstwa; przybierają one formę imitacji klasycznych przebojów arcade, np. Breakout oraz Space Invaders.

## Odbiór
Billy la Banlieue w chwili wydania cieszył się popularnością – na tyle, że został uhonorowany nagrodą Tilt d'Or dla najlepszej gry zręcznościowej. W retrospektywnej recenzji na portalu Jeuxvidéo.com podkreślano znaczenie gry: „Billy la Banlieue to znacznie więcej niż gra wideo: to migawka wszystkiego, co czyniło lata 80. wyjątkowymi. Nie ma co do tego wątpliwości, gra jest żywym hołdem dla minionej epoki, legendarnej już w świecie gier wideo”'.